# ロックンロールと五人の囚人
「ロックンロールと五人の囚人」（ロックンロールとごにんのしゅうじん）は、日本のバンド、髭 (HiGE)の2枚目（メジャーでは1枚目）のシングルである。2006年9月27日発売。発売元はビクターエンタテインメント。

## 概要
- バンドにとってメジャーデビューシングル。
- CD-EXTRA仕様で「ブラッディー・マリー、気をつけろ!」のミュージックビデオを収録。

## 収録曲
1. ロックンロールと五人の囚人(3:25)
作詞・作曲：須藤寿、編曲：髭（HiGE）
2. ハートに火をつけて -Light My Fire(7:19) 
作詞・作曲：ジム・モリソン・ジョン・デンスモア・レイ・マンザレク・ロビー・クリーガー、編曲：髭（HiGE）
ドアーズのカバー
3. 髭は赤、ベートーヴェンは黒 -Junk Food(3:33) 
作詞・作曲：須藤寿、編曲：髭（HiGE）
4. ダーティーな世界 (Put your head) -Live at "I Love Rock'n Roll Tour Final 06-01-13""(3:21) 
作詞・作曲：須藤寿、編曲：髭（HiGE）

## 収録アルバム

### ロックンロールと五人の囚人
- オリジナル『PEANUTS FOREVER』（2006年11月8日）
- ベスト『テキーラ!テキーラ! the BEST』（2010年3月17日）

### 髭は赤、ベートーヴェンは黒
- オリジナル『Thank you,Beatles』（2005年5月21日）